# Buccinasco
Buccinasco település Olaszországban, Lombardia régióban, Milánó megyében. Lakosainak száma 26 822 fő (2023. január 1.). Buccinasco Assago, Corsico, Trezzano sul Naviglio, Zibido San Giacomo és Milánó községekkel határos.

## Népesség
A település népességének változása:
| Lakosok száma | 27 071 | 27 245 | 27 171 | 26 822 |
|               | 2013   | 2017   | 2018   | 2023   |